# Ибраими, Агим
Агим Ибраими (макед. Агим Ибраими; алб. Agim Ibrahimi; 29 августа 1988, Тетово, СР Македония, СФРЮ) — северомакедонский футболист, полузащитник. Выступал за сборную Республики Македонии.

## Биография

### Клубная карьера
Агим родился в Тетово СФРЮ, в семье македонцев и албанцев. Выступал в молодёжной академии в команде «Шкендия», где в 17 лет смог прорваться в основной состав. В 2005 году являлся одним из важнейших игроков клуба. Всего за клуб он сыграл 49 раз, забил 3 гола, и помог команде занять 5 место в чемпионате.
Привлеченные успехами молодого дарования, австрийцы переманили игрока к себе. В течение двух лет Агим совершенствовал своё футбольное мастерство в юниорской команде, привлекался к тренировкам с основной командой и сыграл 3 матча за взрослую.
Впоследствии Агим присоединился к «Олимпии», которая тогда выступала во второй словенской лиге. Он в дебютный же сезон забил 10 мячей, отдал 11 голевых передач и вместе с командой стал победителем второй лиги, завоевав право играть в первой.
Начало второго сезона получилось не совсем гладким. После того как из клуба ушёл Миран Павлин, который и привел игрока, Агим хотел последовать за ним. Однако «Олимпия» наотрез отказалась его продавать. Сезон для него складывался трудно, но игрок все же смог пробиться в первые одиннадцать. Забил свой первый гол в высшей словенской лиге 28 августа 2009 года, в матче против «Копера».
Летом 2010 года расторг свой контракт с «Олимпией», а 3 сентября 2010 подписал трехлетний контракт с турецкой командой. 25 сентября дебютировал, выйдя на замену на 77 минуте встречи, но не смог помочь команде отыграться, поражение 1:0. Так и не адаптировавшись в новой для себя стране, в январское трансферное окно 2011 года покинул клуб.
10 июня 2011 года было объявлено, что Ибраими подписал 3-летний контракт с «Марибором». Дебютировал за клуб в отборочном раунде Лиги чемпионов против люксембургского «Ф91 Дюделанж», в этом матче он отличился голом и голевой передачей. Несмотря на то, что клубу не удалось пройти 3-й отборочный раунд Лиги Чемпионов (поражение 2:1 на выезде и ничья 1:1 дома от «Маккаби Хайфа»), клуб получил право выступить в 4-м отборочном раунде Лиги Европы, где его соперником был шотландский «Рейнджерс». По итогам двух матчей (домашняя победа 2:1 (один мяч забил Ибраими) и выездной ничьи 1:1) «Марибор» попал в групповой раунд, где встречался с «Брюгге», «Брагой» и «Бирмингемом». Из 6 матчей «Марибор» 5 проиграл и лишь с «Брагой» сыграл вничью 1:1, гол на счету Ибраими.
В чемпионате Ибраими был стабильным игроком основы. В мае 2012 года подписал новый 3-летний контракт с клубом. В этом же месяце он забил непосредственно с углового, в матче против «Триглава» 8:0 победа и в итоге выиграл с «Марибором» чемпионский титул. В декабре 2012 года выиграл титул — Футболист года Македонии.
Стал в сезоне 2012/13 одним из лучших полузащитников первенства.
Был признан лучшим игроком сезона 2012/13 и снова стал чемпионом Словении.
По данным сайта transfermarkt.de в сезоне 2013/14 являлся самым дорогим игроком чемпионата Словении (трансферная стоимость 1,5 млн евро).
На сезон 2013/14 был отдан в аренду итальянскому клубу «Кальяри», затем вернулся в «Марибор» и стал с ним чемпионом Словении сезона 2014/15, войдя в число 11 лучших игроков Лиги.
Удачно сыграл и в сезоне 2015/16, забив 10 голов в 27 матчах, став вице-чемпионом и выиграв с командой Кубок Словении.
На этой волне в июне 2016 года подписал контракт с казахстанским чемпионом клубом «Астана». Однако из-за частых травм провёл всего 6 игр, не забил ни одного гола, и через полгода в декабре 2016 года разочарованная «Астана» выставила его на трансфер. Но футболист не нашел новой команды и не был включен в заявку столичного клуба на сезон-2017. А в мае 2017 года «Астана» расторгла контракт с легионером из-за его прогулов.
В сентябре 2017 года Агим Ибраими стал игроком словенского клуба «Домжале».

### Карьера в сборной
Провёл несколько матчей за молодёжную сборную Республики Македонии (до 21 года), участвовал в квалификации к Чемпионату Европы среди молодежи 2011 года. Стал автором 2 голов, один из которых забил с 30 метров в домашнем матче в ворота Англии (1:2 поражение). В ответной игре (3:6 поражение) забил гол и подал угловой, после которого Киран Гиббс забил автогол.
Получил свой первый вызов во взрослую команду Республики Македонии 12 августа 2009 года на товарищеский матч против Испании. Вышел на замену на 79-й минуте вместо Горана Пандева. 12 октября 2012 года он забил свой первый гол за Македонию в матче против Хорватии в отборочном турнире чемпионата мира 2014 года. Через три дня забил гол, который принес победу над Сербией (1:0).

## Достижения
«Олимпия» (Любляна)
- Победитель Второй лиги Словении: 2008/09

«Марибор»
- Чемпион Словении (3): 2011/12, 2012/13, 2014/15
- Вице-чемпион Словении: 2015/16
- Обладатель Кубка Словении (3): 2011/12, 2012/13, 2015/16
- Обладатель Суперкубка Словении (2): 2013, 2015

«Астана»
- Чемпион Казахстана: 2016